# Cassis kreipli
Cassis kreipli is een slakkensoort uit de familie van de Cassidae. De wetenschappelijke naam van de soort is voor het eerst geldig gepubliceerd in 2003 door Morrison.